# Wake Up, Ron Burgundy: The Lost Movie
Wake Up, Ron Burgundy: The Lost Movie es una película cómica estadounidense montada a partir de la película Anchorman: The Legend of Ron Burgundy. Fue lanzada el 28 de diciembre de 2004.
Está protagonizada por Will Ferrell como Ron Burgundy y Christina Applegate (como Veronica Corningstone), David Koechner (como el comentarista deportivo Champ Kind), Steve Carell (como el reportero Brick Tamland), y Paul Rudd (como el reportero de campo Brian Fantana). Fred Willard y Chris Parnel aparecen como ejecutivos de la estación. La película también muestra a Maya Rudoplh, Amy Poehler, Kevin Corrigan, Chuck D, Tara Subkoff, y Chad Everett, ninguno de los cuales fueron incluidos en Anchorman original. Narra Bill Kurtis. Fue escrita por Ferrell y Adam McKay, y dirigida por McKay.

## Trama
La trama de la película cuenta con el equipo de KVWN Channel Four News, dirigido por Ron Burgundy y Veronica Corningstone, investigando una organización extremista conocida como The Alarm Clock que roban bancos mientras tratan de transmitir un mensaje que no han descubierto todavía.

## Elenco
- Will Ferrell como Ron Burgundy.
- Christina Applegate Veronica Corningstone.
- Paul Rudd como Brian Fantana.
- Steve Carell Brick Tamland.
- David Koechner como Champ Kind.
- Kevin Corrigan como Paul Hauser.
- Fred Willard como Ed Harken.
- Chris Parnell como Garth Holliday.
- Chuck D como Malcolm Y.
- Maya Rudolph como Kanshasha X.
- Kathryn Hahn como Helen.
- Fred Armisen como Tino.
- Chad Everett como Jess Moondragon.
- Tara Subkoff como Mouse.
- Harrison Ford como Mack Tannen.